# Alivereti Loaloa
Pas d'image ? Cliquez ici

a Compétitions nationales et continentales officielles uniquement.

b Matchs officiels uniquement.
Dernière mise à jour le 1 juillet 2025.
Alivereti Loaloa, né le 10 décembre 2000 à Mataso (Fidji), est un joueur fidjien de rugby à XV évoluant principalement au poste de centre.

## Biographie
Alivereti Loaloa naît le 10 décembre 2000 au village de Mataso sur l'île de Kadavu aux Fidji,. À treize ans, il commence la pratique du rugby à XV. À quatorze ans, il dispute ses premiers tournois à l'étranger, dont un au Japon. Scolarisé au sein de la Ratu Kadavulevu School (en), il joue pour l'équipe de l'établissement et remporte le Deans Trophy en 2016. Il est ensuite capitaine de l'équipe des Fidji des moins de 18 ans et effectue un tournoi en Nouvelle-Zélande.
En mars 2019, il dispute le Pacific Challenge avec les Fiji Warriors. Au mois de juin suivant, il est sélectionné pour le Championnat du monde junior avec l'équipe des Fidji des moins de 20 ans. Il joue les cinq matchs de la compétition, dont quatre comme titulaire en troisième ligne aile, et inscrit un essai.
Repéré par Sireli Bobo, il rejoint la France, intégrant le centre de formation de l'USON Nevers, club de Pro D2, avec un contrat espoir de trois ans à partir de la saison 2019-2020. Alors qu'il joue troisième ligne aux Fidji, il est replacé au poste de centre à l'USON Nevers. Après avoir réalisé de bonnes prestations avec les espoirs, en janvier 2020, il effectue son premier match avec l'équipe professionnelle lors de la dix-huitième journée de Pro D2 contre Provence Rugby en tant que remplaçant. Ce match est le seul qu'il dispute en Pro D2 cette saison-là.
Dès la saison suivante de Pro D2, au cours de la première partie de saison, il s'impose comme titulaire au poste de deuxième centre de l'USON Nevers. Durant la deuxième partie de l'exercice 2020-2021, il reste titulaire et joue également quelques matchs au poste d'ailier. Pour sa première saison complète, il dispute vingt-et-un matchs, dont dix-sept comme titulaire.
En amont de la saison 2021-2022, il signe son premier contrat professionnel. Cependant, il se blesse lourdement au genou dès la première journée de Pro D2 contre le RC Vannes et ne fait son retour qu'en fin de saison,. Il marque son premier essai en professionnel à l'occasion de la trentième journée, lors d'une victoire 30 à 6 contre l'US Montauban. En raison de sa blessure, il ne dispute que six matchs pendant la saison.
En février 2023, il signe une prolongation de contrat le liant désormais jusqu'en 2027 avec le club nivernais, sur la base d'un contrat espoir d'un an puis trois ans en contrat professionnel. Il termine meilleur gratteur de Pro D2 cette saison-là, avec 38 grattages effectués en vingt-quatre matchs en tant que titulaire sur vingt-six,.
En fin de saison 2023-2024, il subit une grave blessure à l'épaule qui l'éloigne des terrains pour une longue période. Toutefois, il est à nouveau le meilleur gratteur de la saison de Pro D2, avec 25 ballons récupérés, et réalise une saison complète avec vingt-quatre matchs, dont un seul comme remplaçant.
Pour la saison 2024-2025, bien qu'étant courtisé par plusieurs clubs de Top 14, il fait le choix de rester à l'USON Nevers. Il effectue son retour sur les terrains en février 2025, après neuf mois de convalescence et enchaîne rapidement les matchs ainsi que les essais marqués,. En avril suivant, malgré un contrat courant jusqu'en 2027, son président annonce qu'il va quitter l'USON à l'issue de la saison pour rejoindre le club de Top 14 de l'ASM Clermont Auvergne, transfert officialisé quelques jours après par le club clermontois. Il signe un contrat de trois ans. Le mois suivant, il joue son dernier match avec l'USON contre le FC Grenoble. Malgré la défaite 52 à 41 des siens, il reçoit un hommage de l'entraîneur adverse Nicolas Nadau : « Tu mérites ce qui t'arrive, tu es le meilleur centre de Pro D2 ».